# Archisotoma laguna
Archisotoma laguna är en urinsektsart som först beskrevs av James P. Folsom 1937.  Archisotoma laguna ingår i släktet Archisotoma och familjen Isotomidae. Inga underarter finns listade i Catalogue of Life.